# Maliq Cadogan
Maliq Anthony Cadogan (Londra, 25 febbraio 2004) è un calciatore guyanese con cittadinanza britannica, attaccante svincolato della nazionale guyanese.

## Carriera

### Club
Ha iniziato a giocare a calcio nel vivaio del Crystal Palace (con la cui formazione Under-21 nella stagione 2022-2023 esordisce tra i professionisti, giocando 2 partite nel Football League Trophy) per poi passare allo Swansea City nel luglio del 2023. Nella stagione 2023-2024 partecipa alla Coppa di Lega gallese, giocandovi 3 partite. Il 3 luglio 2024 è passato in prestito ai Kidderminster per sei mesi ed il 10 agosto ha debuttato nell'incontro di National League North vinto 2-1 contro il Darlington. Terminato il prestito con complessive 17 presenze (16 in campionato ed una in FA Cup) senza reti segnate, fa ritorno allo Swansea City, dove trascorre la seconda metà della stagione giocando con la formazione Under-21.

### Nazionale
Il 9 novembre 2024 ha ricevuto la prima convocazione da parte della nazionale guyanese e sei giorni più tardi ha fatto il suo esordio nell'incontro di CONCACAF Nations League vinto 4-2 contro Barbados.

## Statistiche

### Presenze e reti nei club
Statistiche aggiornate al 20 marzo 2025.
| Stagione        | Squadra         | Campionato      | Campionato | Campionato | Coppe nazionali | Coppe nazionali | Coppe nazionali | Coppe continentali | Coppe continentali | Coppe continentali | Altre coppe | Altre coppe | Altre coppe | Totale | Totale | Totale |
| Stagione        | Squadra         | Comp            | Pres       | Reti       | Comp            | Pres            | Reti            | Comp               | Pres               | Reti               | Comp        | Pres        | Reti        | Pres   | Reti   |        |
| --------------- | --------------- | --------------- | ---------- | ---------- | --------------- | --------------- | --------------- | ------------------ | ------------------ | ------------------ | ----------- | ----------- | ----------- | ------ | ------ | ------ |
| 2024-gen. 2025  | Kidderminster   | NLN             | 16         | 0          | FACup           | 1               | 0               | -                  | -                  | -                  | FAT         | 0           | 0           | 17     | 0      |        |
| Totale carriera | Totale carriera | Totale carriera | 16         | 0          |                 | 1               | 0               |                    | -                  | -                  |             | 0           | 0           | 17     | 0      |        |

### Cronologia presenze e reti in nazionale
| Cronologia completa delle presenze e delle reti in nazionale ― Guyana | Cronologia completa delle presenze e delle reti in nazionale ― Guyana | Cronologia completa delle presenze e delle reti in nazionale ― Guyana | Cronologia completa delle presenze e delle reti in nazionale ― Guyana | Cronologia completa delle presenze e delle reti in nazionale ― Guyana | Cronologia completa delle presenze e delle reti in nazionale ― Guyana | Cronologia completa delle presenze e delle reti in nazionale ― Guyana | Cronologia completa delle presenze e delle reti in nazionale ― Guyana |
| Data                                                                  | Città                                                                 | In casa                                                               | Risultato                                                             | Ospiti                                                                | Competizione                                                          | Reti                                                                  | Note                                                                  |
| --------------------------------------------------------------------- | --------------------------------------------------------------------- | --------------------------------------------------------------------- | --------------------------------------------------------------------- | --------------------------------------------------------------------- | --------------------------------------------------------------------- | --------------------------------------------------------------------- | --------------------------------------------------------------------- |
| 15-11-2024                                                            | Bridgetown                                                            | Barbados                                                              | 1 – 4                                                                 | Guyana                                                                | CONCACAF Nations League 2024-2025                                     | -                                                                     | 46’                                                                   |
| 19-11-2024                                                            | Leonora                                                               | Guyana                                                                | 5 – 3                                                                 | Barbados                                                              | CONCACAF Nations League 2024-2025                                     | -                                                                     | 73’                                                                   |
| 21-3-2025                                                             | Bridgetown                                                            | Guyana                                                                | 3 – 2                                                                 | Guatemala                                                             | Qual. Gold Cup 2025                                                   | -                                                                     | 77’                                                                   |
| Totale                                                                |                                                                       | Presenze                                                              | 3                                                                     |                                                                       | Reti                                                                  | 0                                                                     |                                                                       |